# Els Larkin
Els Larkin (originalment en anglès, The Larkins) és una sèrie de televisió de comèdia dramàtica britànica, produïda per Objective Fiction i Genial Productions. La sèrie és una adaptació de la novel·la d'Herbert Ernest Bates The Darling Buds of May. S'ha subtitulat al català.
Tant la novel·la com la sèrie estan ambientades al Kent rural de la dècada del 1950 i giren al voltant de la vida de Pop i Ma Larkin i els seus sis fills. La sèrie és protagonitzada per Bradley Walsh com a "Pop" Larkin i Joanna Scanlan com a "Ma" Larkin. La filla gran de la família, Mariette, és interpretada per Sabrina Bartlett (primera temporada) i Joelle Rae (segona temporada), mentre que Tok Stephen interpreta el comptable, Cedric "Charley" Charlton.

## Personatges
| Personatge                | Intèrpret                   | Temporada 1  | Durada | Aparicions |
| ------------------------- | --------------------------- | ------------ | ------ | ---------- |
| Pop Larkin                | Bradley Walsh               | Protagonista | 2021–  | 7          |
| Ma Larkin                 | Joanna Scanlan              | Protagonista | 2021–  | 7          |
| Mariette Larkin (S1)      | Sabrina Bartlett            | Protagonista | 2021   | 7          |
| Mariette Larkin (S2)      | Joelle Rae                  | Protagonista | 2022–  |            |
| Cedric 'Charley' Charlton | Tok Stephen                 | Protagonista | 2021–  | 7          |
| Primrose Larkin           | Lydia Page                  | Protagonista | 2021–  | 7          |
| Montgomery Larkin         | Liam Middleton              | Protagonista | 2021–  | 7          |
| Victoria Larkin           | Lola Shepelev               | Protagonista | 2021–  | 7          |
| Zinnia Larkin             | Davina Coleman              | Protagonista | 2021–  | 7          |
| Petunia Larkin            | Rosie Coleman               | Protagonista | 2021–  | 7          |
| Tom Fisher                | Stephen Hagan               | Recurrent    | 2021–  | 6          |
| Vicar                     | Peter Davison               | Recurrent    | 2021–  | 7          |
| Miss Edith Pilchester     | Amelia Bullmore             | Recurrent    | 2021–  | 7          |
| Pauline Jackson           | Natalie Mitson              | Recurrent    | 2021–  | 6          |
| Libby Fothergill          | Francesca Wilson Waterworth | Recurrent    | 2021–  | 6          |
| Brigadier                 | Kriss Dosanjh               | Recurrent    | 2021–  | 6          |
| Miss Chand                | Seeta Indrani               | Recurrent    | 2021–  | 6          |
| Alec Norman               | Tony Gardner                | Recurrent    | 2021–  | 6          |
| Norma Norman              | Selina Griffiths            | Recurrent    | 2021–  | 5          |
| Johnny Delamere           | Robert Bathurst             | Recurrent    | 2021–  | 4          |
| Old Reg                   | Wil Johnson                 | Convidat     | 2021–  | 4          |
| PC Harness                | Barney Walsh                | Convidat     | 2021–  | 5          |
| Aunt Fan                  | Angela Bain                 | Convidat     | 2021–  | 3          |
| Lady Rose Bluff-Gore      | Georgie Glen                | Convidat     | 2021–  | 3          |
| Sir George Bluff-Gore     | Nicholas Le Prevost         | Convidat     | 2021–  | 3          |
| Mrs Fothergill            | Victoria Wicks              | Convidat     | 2021–  | 3          |
| Bertha                    | Samantha Spiro              | Convidat     | 2021–  | 1          |
| Angela Snow               | Katherine Kingsley          | Convidat     | 2021–  | 1          |

## Llista d'episodis

### Visió general
| Temporada | Temporada         | Episodis | Episodis | Dates d’emissió        | Dates d’emissió        |
| Temporada | Temporada         | Episodis | Episodis | Primera emissió        | Última emissió         |
| --------- | ----------------- | -------- | -------- | ---------------------- | ---------------------- |
|           | 1                 | 6        | 6        | 10 d'octubre de 2021   | 14 de novembre de 2021 |
|           | 2                 | 6        | 6        | 16 d'octubre de 2022   | 27 de novembre de 2022 |
|           | Especial de Nadal | 1        | 1        | 25 de desembre de 2021 | 25 de desembre de 2021 |

### Temporada 1 (2021)
| Núm. total | Núm. de la temporada | Títol                                                                   | Direcció       | Guió                       | Data d'emissió original |
| ---------- | -------------------- | ----------------------------------------------------------------------- | -------------- | -------------------------- | ----------------------- |
| 1          | 1                    | «En el què coneixem a la família Larkin»                                | Andy De Emmony | Simon Nye / Abigail Wilson | 10 d'octubre de 2021    |
| 2          | 2                    | «En el què els Larkin sedueixen a en Charley, el recaptador d'impostos» | Andy De Emmony | Simon Nye                  | 17 d'octubre de 2021    |
| 3          | 3                    | «En el què el Pa i la Ma se'n van de vacances»                          | Andy De Emmony | Simon Nye                  | 24 d'octubre de 2021    |
| 4          | 4                    | «En el què els Larkin salven l'estació de tren»                         | Andy De Emmony | Simon Nye                  | 31 d'octubre de 2021    |
| 5          | 5                    | «En el què ens visita la germana de la Ma, la Bertha»                   | Andy De Emmony | Simon Nye                  | 7 de novembre de 2021   |
| 6          | 6                    | «En el què els Larkin volen que la Mariette s'hi quedi»                 | Andy De Emmony | Simon Nye                  | 14 de novembre de 2021  |

### Especial de Nadal (2021)
| Núm. total | Núm. de la temporada | Títol                  | Direcció       | Guió      | Data d'emissió original |
| ---------- | -------------------- | ---------------------- | -------------- | --------- | ----------------------- |
| 7          | 1                    | «Els Larkin per Nadal» | Andy De Emmony | Simon Nye | 25 de desembre de 2021  |

### Temporada 2 (2022)
| Núm. total | Núm. de la temporada | Títol               | Direcció       | Guió      | Data d'emissió original |
| ---------- | -------------------- | ------------------- | -------------- | --------- | ----------------------- |
| 8          | 1                    | «Bad Neighbours»    | Andy De Emmony | Simon Nye | 16 d'octubre de 2022    |
| 9          | 2                    | «The Trap»          | Andy De Emmony | Simon Nye | 23 d'octubre de 2022    |
| 10         | 3                    | «Love and Violence» | Andy De Emmony | Simon Nye | 30 d'octubre de 2022    |
| 11         | 4                    | «Wheels of Justice» | Andy De Emmony | Simon Nye | 13 de novembre de 2022  |
| 12         | 5                    | «Pop in Prison»     | Andy De Emmony | Simon Nye | 20 de novembre de 2022  |
| 13         | 6                    | «Vengeance»         | Andy De Emmony | Simon Nye | 27 de novembre de 2022  |